# Obliteration (Band)
Obliteration ist eine norwegische Death-Metal-Band aus Kolbotn, die im Jahr 2001 gegründet wurde.

## Geschichte
Die Band wurde im Jahr 2001 gegründet. Es folgten die ersten Konzerte, darunter 2005 ein Auftritt auf dem Inferno Metal Festival Norway. Über Duplicate Records erschien mit Total Fucking Obliteration eine erste EP, wobei hierauf Apollyon von Aura Noir als Gastsänger zu hören war. Nach einem Demo im Jahr 2006, erreichte die Band einen Vertrag bei Tyrant Syndicate, welches ein Sub-Label von Peaceville Records war. Hierüber erschien im Mai 2007 das Debütalbum Perpetual Decay, ehe die Band zusammen mit Ramesses auf Tour durch Großbritannien ging. 2009 schloss sich das zweite Album Nekrospsalms bei dem norwegischen Label Fysisk Format an. Das Album wurde im bandeigenen Studio aufgenommen und auch von der Band produziert. Nach der Veröffentlichung ging die Band auf Tour durch die USA und Großbritannien. Zudem spielte die Band auf diversen Festivals wie dem Maryland Death Fest, dem Hole in the Sky, dem Øya Festivalen, dem Live Evil und dem Killtown Death Fest. Nach einer dreijährigen Pause meldete sich die Band im Jahr 2013 mit dem Album Black Death Horizon zurück, das erneut im bandeigenen Studio aufgenommen wurde.

## Stil
Laut metalstorm.net wurde die Band durch Gruppen wie Slayer, Obituary, Darkthrone, Deicide, Morbid Angel, Suffocation, Death und Possessed beeinflusst. Auf Perpetual Decay spiele die Band laut Björn Thorsten Jaschinski vom Metal Hammer klassischen Death Metal mit gutturalem Gesang, wobei die Musik Einflüsse von Morbid Angel, Possessed und Autopsy erkennen lasse. Im Rock-Hard-Interview gab Sänger Solem an, dass Darkthrone ein sehr wichtiger Einfluss für die Band gewesen sei. Leicht beeinflusst wurden sie zudem durch Mayhem und Burzum.

## Diskografie
- 2004: Demo 2004 (Demo, Eigenveröffentlichung)
- 2005: Total Fucking Obliteration (EP, Duplicate Records)
- 2006: Demo 2006 (Demo, Eigenveröffentlichung)
- 2007: Perpetual Decay (Album, Tyrant Syndicate)
- 2009: Nekropsalms (Album, Fysisk Format)
- 2009: Oslo We Rot (Split mit Lobotomized, Execration und Diskord, Unborn Productions)
- 2013: Goat Skull Crown (EP, Indie Recordings)
- 2013: Black Death Horizon (Album, Indie Recordings)
- 2018: Cenotaph Obscure (Album, Indie Recordings)